# Risovaja Pad
Risovaja Pad (Russisch: Рисовая Падь; "Risovajavallei") is een plaats (selo) in de gorodskoje poselenieje van Zaroebino van het district Chasanski in het uiterste zuidwesten van de Russische kraj Primorje. De plaats werd gesticht in 1885 en telt 34 inwoners (1 januari 2005), waarmee het tot de kleinere nederzettingen van het district behoort.

## Geografie
De nederzetting ligt aan de oever van de Troitsybocht van de Posjetbaai. De plaats is door een weg van 16 kilometer verbonden met de rijksweg Razdolnoje - Chasan (A189). De plaats ligt over de weg op 50 kilometer van het districtcentrum Slavjanka en ongeveer 214 kilometer van Vladivostok. Het dichtstbijzijnde spoorstation bevindt zich twaalf kilometer westelijker in het dorp Zaroebino.
Bestuurlijk centrum: Slavjanka

Andrejevka · Bamboerovo · Barabasj · Barsovy · Baza Kroeglaja · Bezverchovo · Chasan · Filippovka · Gvozdevo · Kamysjovoje · Kedrovaja · Kraskino · Kravtsovka · Lebedinoje · Majak Bjoesse · Majak Gamova · Narva · Ovtsjinnikovo · Perevoznoje · Pojma · Posjet · Pozjarski · Primorski · Provalovo · Risovaja Pad · Rjazanovka · Romasjka · Sjachtjorskoje · Soechaja Retsjka · Soechanovka · Tsoekanovo · Vitjaz · Zajsanovka · Zanadvorovka · Zaroebino